# Eduard Boëtius
Eduard Boëtius (* 1910 auf Föhr; † 7. November 2002 in Schülp bei Rendsburg) war eines der überlebenden Mitglieder der Besatzung des Zeppelins LZ 129 „Hindenburg“ bei dessen Absturz am 6. Mai 1937.

## Leben

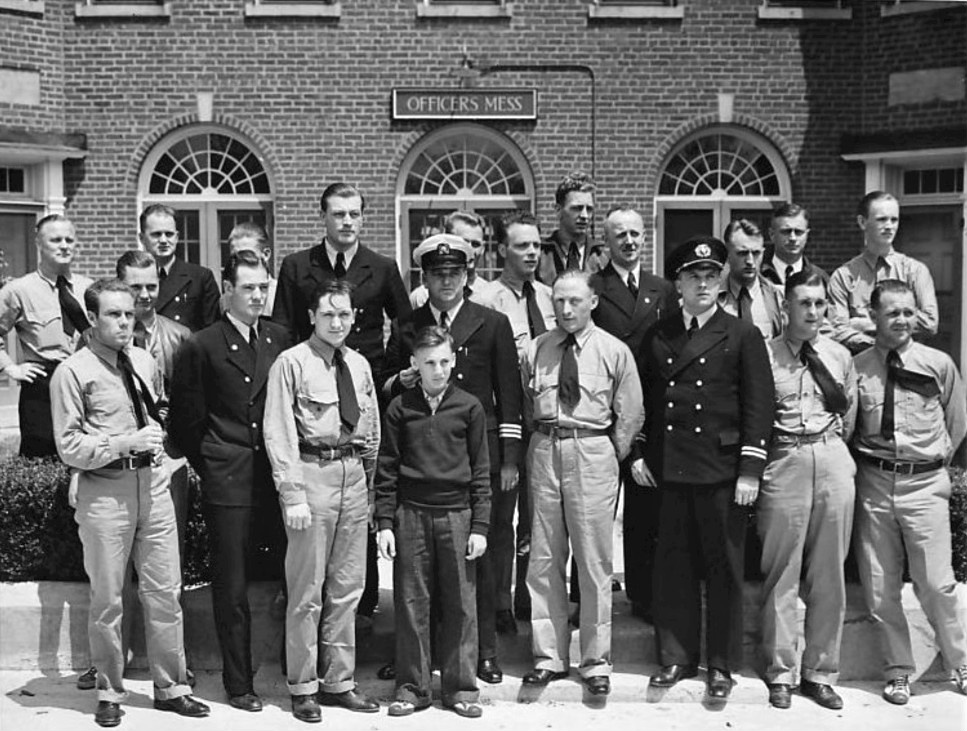
Eduard Boëtius (Fünfter v. l., 1937)

Boëtius arbeitete seit Anfang der 1930er Jahre als Matrose auf Motor- und Segelschiffen. Während seiner Navigationsausbildung in Hamburg begegnete er einem Hospitanten der Deutschen Zeppelin-Reederei, bei der er sich bewarb und im Frühjahr 1936 eingestellt wurde.
Die letzte Fahrt der „Hindenburg“ absolvierte er als Höhensteuermann (Höhensteuerer, Höhenruder-Steuermann) und Navigator in Ausbildung. Vor der Landung in Lakehurst übernahm er das Höhenruder. Beim Absturz sprang er spät aus der Führergondel ab, um unverletzt den fallenden Wrackteilen entkommen zu können. Als er sich bereits in Sicherheit gebracht hatte, bemerkte er, dass sich im brennenden Passagierbereich noch Menschen befanden, lief zurück und stieg in das Promenadendeck ein, von wo er noch mehrere Menschen rettete. Für diese Tat erhielt er die Rettungsmedaille und eine von Adolf Hitler persönlich signierte Urkunde.
Nach dem Unglück arbeitete er weiter bei der Reederei an Bord von LZ 130. Er wurde zur Kriegsmarine eingezogen und überlebte als Kapitän die Versenkung seines Schiffes, eines umgebauten Walfängers, durch ein sowjetisches U-Boot in norwegischen Gewässern.
Sein 1939 geborener Sohn Henning Boëtius war Schriftsteller und schrieb über das Leben seines Vaters einen biographischen Roman. Dessen Tochter ist die Meeresbiologin Antje Boetius.